# Гибискус сирийский
Гиби́скус сири́йский (лат. Hibíscus syríacus) — растение семейства Мальвовые, вид рода Гибискус, произрастающее в Китае, Корее и странах Западной Азии. Культивируется в открытом грунте на юге России, в Крыму, на юге Украины, в Молдавии и Средней Азии.

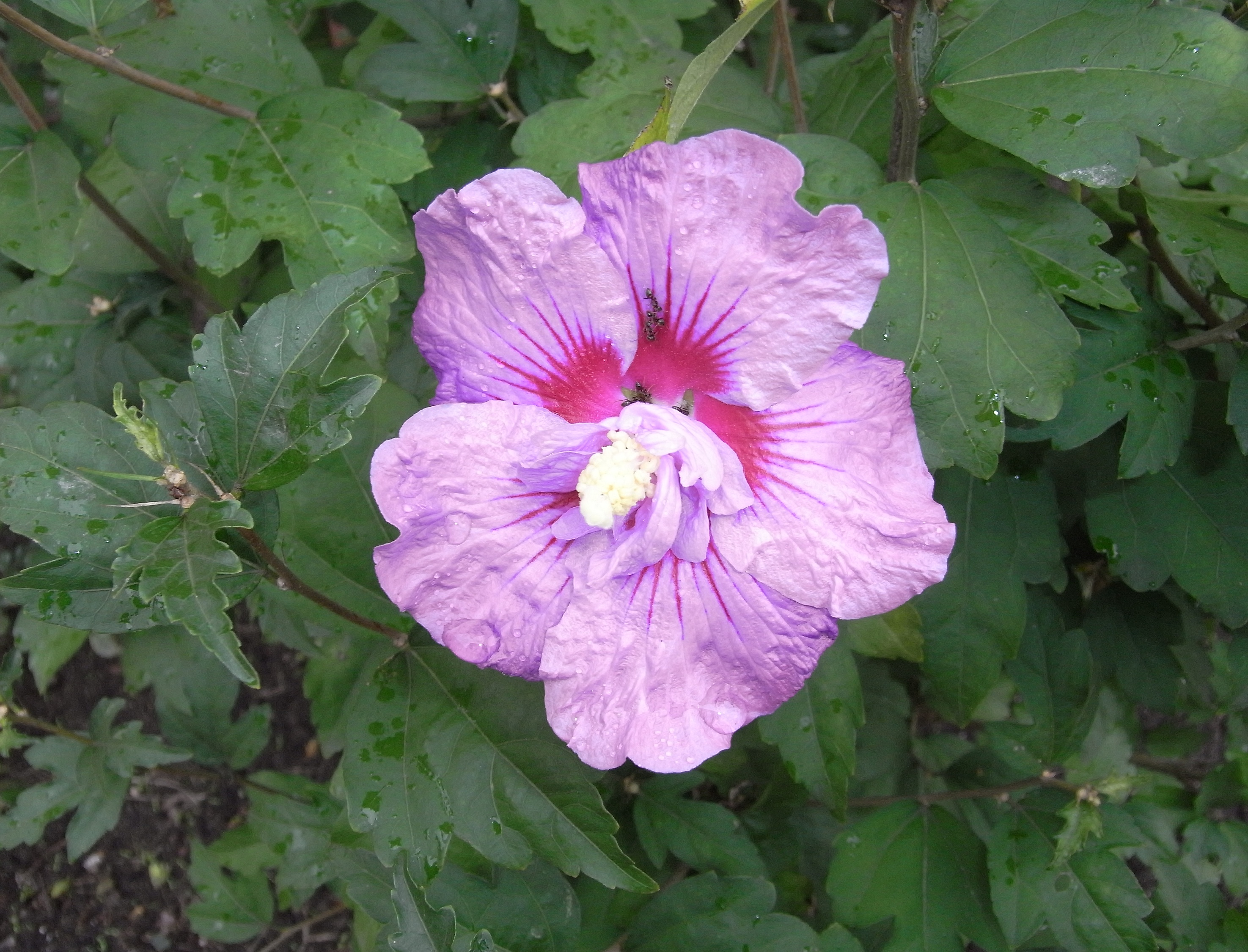

## Ботаническое описание
Это листопадный кустарник высотой до 5—6 м. Стебель толстый, древовидный, конусовидной формы, голый, сильнооблиствлённый, серый, тип ветвления симподиальный.
Листья среднего размера (длиной до 10 см), зелёные, пальчатораздельные, слабогофрированные. Узел нервов зелёный.
Цветки одиночные простые или махровые. Имеют самую различную окраску от белой до малиновой, иногда двуцветные. Тычиночные нити короткие, светло-жёлтые. Пыльники и пыльца светло-жёлтые. Рыльца невыступающие. Коробочки некрупные, яйцевидной формы, пятигнёздные с 3 семенами в каждом гнезде. Семена средние, неопушённые.
Вид высокоплодовитый, скороспелый, морозоустойчивый.

## Распространение и экология
Происходит из Индии и Китая, широко распространен в Крыму и на Кавказе. Хорошо акклиматизировался в Закарпатье в парках Ужгорода, Мукачево, Берегово.
Медленно растущий, в фазу цветения вступает с 4—5; светолюбивый, хорошо растёт на свежих лёгких суглинистых почвах. Теплолюбивый, часто повреждается морозами. Размножается семенами и черенками.

## Значение и применение
Популярное декоративное растение. Цветок национальный символ Южной Кореи.
Рекомендуется высаживать на солнечных экспозициях на газонах и скверах небольшими группами. Пригоден для живых не стриженых изгородей.
|                             |  |
| Цветки гибискуса сирийского |  |